# Sarah Bonnici
Sarah Bonnici   (Xagħra, 30 de maig de 1998) és una cantant maltesa que va representar Malta al Festival de la Cançó d'Eurovisió 2024 amb la cançó «Loop».

## Trajectòria
Bonnici va néixer a l'illa de Gozo i té un màster en comptabilitat. És filla de Marcel Bonnici, director executiu de Mercury Towers i dirigent del Ħamrun Spartans Football Club.
Bonnici va ser assessorada per la cantant Miriam Christine des de molt jove. El 2009 va competir al Festival de la Cançó d'Eurovisió Júnior amb «The mambo song», acabant en tercer lloc. L'any següent va guanyar la quarta edició del Festival de la Cançó L-Għanja Tal-Maltin, quedant la primera del seu grup d'edat amb una cançó escrita per Miriam Christine i guanyant el premi a la millor veu. El 2010, va participar de nou al Festival de la Cançó d'Eurovisió Júnior', quedant setena amb la cançó «Kitty Kitty Cat».
Al llarg de la seva adolescència va participar en diversos concursos internacionals de cançons fora de la seva Malta natal, com el Festival Trixie a Bulgària, el Festival Star dels Carpats a Romania i el Festival Star to Born a Hongria. Bonnici va obtenir el primer lloc en la seva categoria al Festival Ti Amo a Romania i també va guanyar la categoria de cançó original amb «Vivrà ancora». També va participar en la primera edició d'X Factor Malta.
Bonnici va participar al Malta Eurovision Song Contest 2022 amb «Heaven» escrita per Aidan, quedant al lloc dotzè a la final. El 18 d'octubre del 2023 va ser anunciada entre els participants del Malta Eurovision Song Contest 2024 amb la cançó «Loop». Al final de la ronda, a finals de novembre, es va anunciar que estava entre les classificades per a la final del 3 de febrer de 2024. Allà va guanyar la votació del jurat i va quedar primera a la general amb 102 punts, essent seleccionada per a representar Malta al Festival de la Cançó d'Eurovisió 2024.

## Discografia

### Senzills
| Senzill             | Any  |
| ------------------- | ---- |
| "Bandwagon"         | 2015 |
| "Breathe Your Love" | 2017 |
| "Il-Pinna"          | 2018 |
| "Heaven"            | 2022 |
| "Never Ever"        | 2023 |
| "Loop"              | 2024 |